# 第11施設大隊
第11施設大隊（だいじゅういちしせつだいたい、JGSDF 11th Engineer Battalion(Combat)）は、陸上自衛隊真駒内駐屯地（北海道札幌市南区）に駐屯していた第11師団隷下の施設科部隊で、第11施設中隊を経て2014年（平成26年）3月26日に第11旅団隷下の第11施設隊に改編された。

## 概要
第11施設大隊は、1962年（昭和37年）、師団改編に伴い、第2施設大隊、第5施設大隊、第7施設大隊、第1施設群等からの隊員により、第11旅団の施設部隊として創隊され、2008年（平成20年）3月の改編に伴い大隊から中隊へ、さらに2014年（平成26年）3月の改編で中隊から隊へとなった。
第11施設隊
隊長は2等陸佐が充てられ本部班、補給班、3個の施設小隊、交通小隊および渡河器材小隊からなり、道央、道南の防衛を任務とする。旅団施設隊は、作戦過程の全局面にわたり、特有の施設技術能力を発揮して、各種の施設作業（障害の構成・処理、交通、渡河建築等）および測量、施設科目品（地雷、障害資材、地図等）の補給を担任し、旅団諸部隊の行動を支援する戦闘部隊で、必要応じ普通科部隊に準ずる戦闘を行う任務を有する。第11施設隊は、第11旅団司令部の施設課長を兼任する。

## 沿革
第11師団第11施設大隊
- 1962年（昭和37年）1月18日：第11師団編成に伴い、第11施設大隊が真駒内駐屯地において編成完結。

第11旅団第11施設中隊
- 2008年（平成20年）3月26日：第11師団の第11旅団への改編に伴い、第11施設大隊（真駒内駐屯地）が第11施設中隊へ縮小改編。

第11旅団第11施設隊
- 2014年（平成26年）3月26日：第11施設中隊（真駒内駐屯地）が第11施設隊に改編[1]。

## 整備支援部隊
第11施設中隊
- 第11後方支援隊第1整備中隊施設整備小隊「11後支-1整」（真駒内駐屯地）：2008年（平成20年）3月26日から

第11施設隊
- 第11後方支援隊第1整備中隊施設整備小隊「11後支-1整」（真駒内駐屯地）：2014年（平成26年）3月26日から

## 部隊編成
第11施設隊
- 第11施設隊本部
- 本部班
- 補給班
- 第1施設小隊
- 第2施設小隊
- 第3施設小隊
- 交通小隊
- 渡河器材小隊

車両の部隊表示は、全て「11施」
第11施設大隊廃止時の部隊編成
- 第11施設大隊本部
- 本部管理中隊「11施-本」
- 第1中隊「11施-1」
- 第2中隊「11施-2」
- 第3中隊「11施-3」